# Sherp

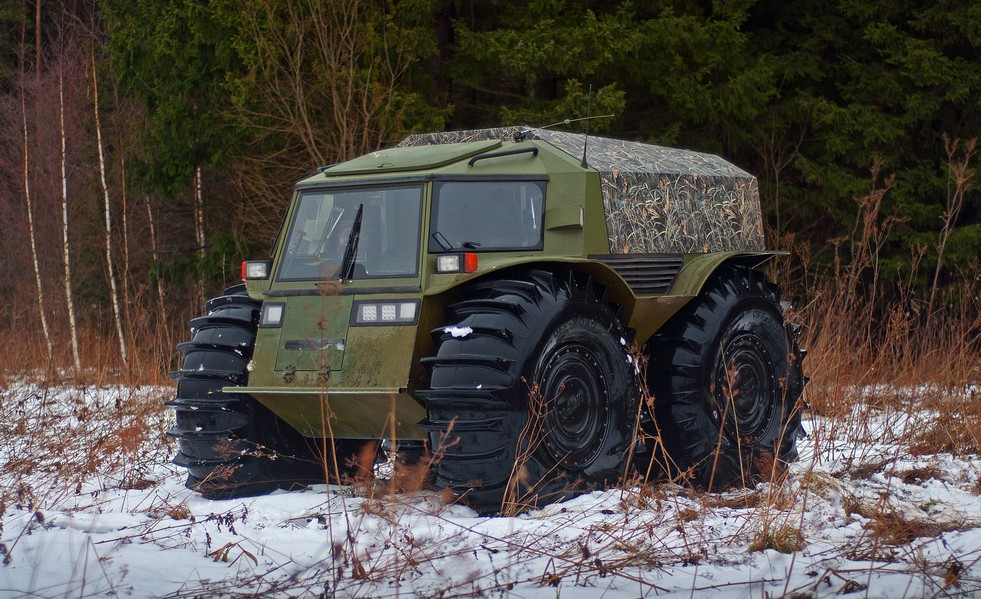
Sherp im Sumpf

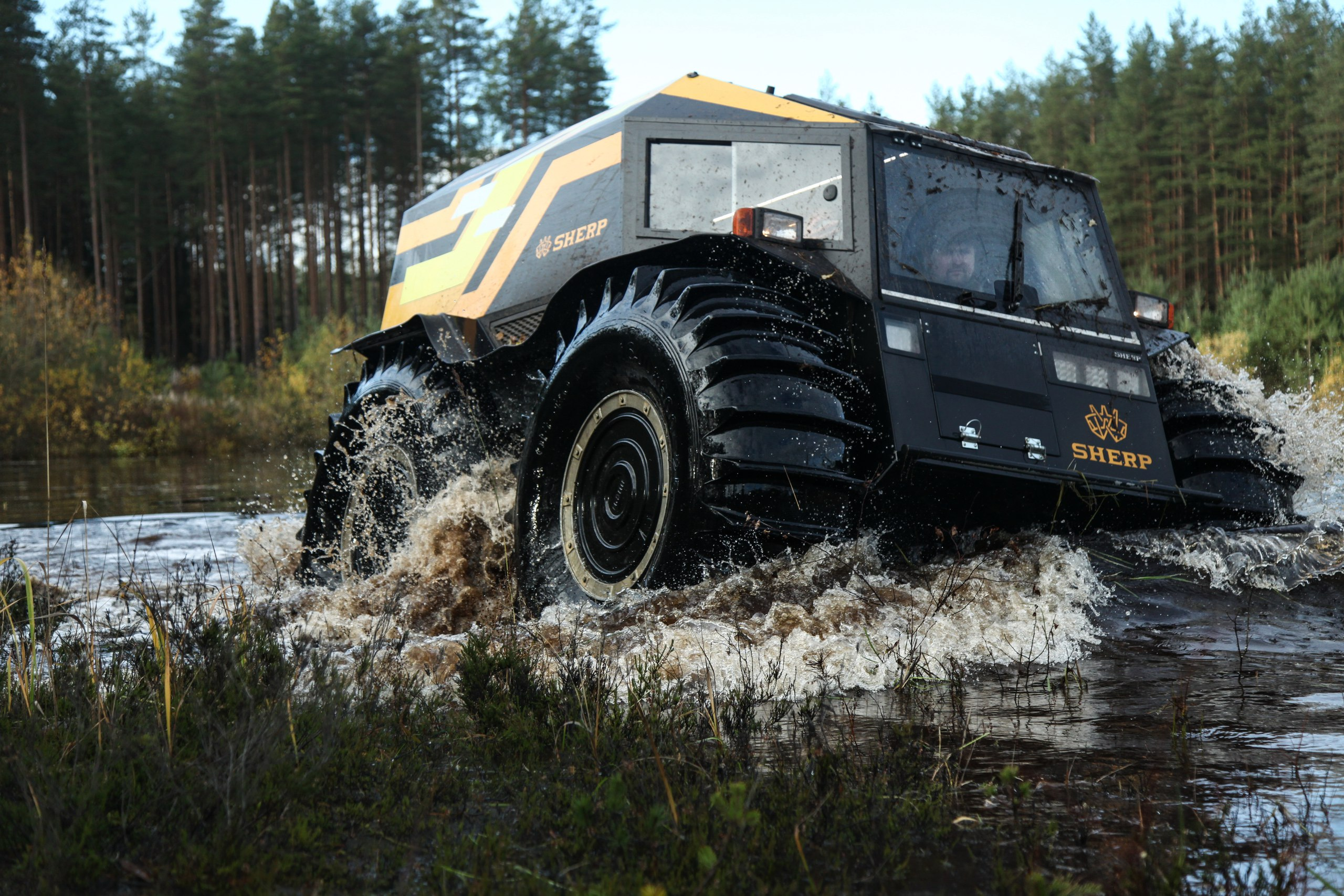
Sherp im Wasser

Der Sherp (ukrainisch Шерп, Eigenschreibweise: SHERP) ist ein Geländefahrzeug des gleichnamigen ukrainischen Herstellers.
Das Fahrzeug wurde 2012 von dem russischen Konstrukteur Alexei Garagaschjan entwickelt. 2015 wurde es auf der Messe für Geländefahrzeuge in Moskau erstmals vorgestellt. Seitdem wird es in St. Petersburg produziert, später kam ein zweiter Produktionsstandort in Kiew hinzu.
Das Amphibienfahrzeug mit Allradantrieb und Niederdruckreifen hat Panzerlenkung. Die Fahrtrichtung wird durch Abbremsen der Räder auf einer Seite geändert. Die Maximalgeschwindigkeit auf der Straße beträgt 40 km/h, im Wasser 6 km/h.
Als Antrieb dient ein Kubota-Dieselmotor mit 1,5 l Hubraum und 45 PS Leistung.
Der Reifendruck kann bis auf 0,5 bar abgesenkt werden. Das Aufpumpen erfolgt mit den Motorabgasen.
Die Bodenfreiheit beträgt 0,6 m.
Der Inhalt des Tanks beträgt 80 Liter, in den vier Radnaben können optionale Zusatztanks mit je 58 Litern Inhalt untergebracht werden. Das Trockengewicht beträgt 1,3 t. Das Gefährt ist 3,40 m lang und 2,52 m breit. Es bietet acht Sitzplätze.